# Pediobius phyllotretae
Pediobius phyllotretae är en stekelart som först beskrevs av Riley 1884.  Pediobius phyllotretae ingår i släktet Pediobius och familjen finglanssteklar. Inga underarter finns listade i Catalogue of Life.